# Avitta simplicior
Avitta simplicior är en fjärilsart som beskrevs av M.Gaede 1940. Avitta simplicior ingår i släktet Avitta och familjen nattflyn. Inga underarter finns listade i Catalogue of Life.